# Anita Kucharska-Dziedzic

Anita Kucharska-Dziedzic, Gabriela Morawska-Stanecka oraz Jolanta Danielak w Wojewódzkiej i Miejskiej Bibliotece Publicznej w Zielonej Górze, 2020

Anita Agnieszka Kucharska-Dziedzic (ur. 21 stycznia 1972 w Wołczynie) – polska literaturoznawczyni, nauczycielka akademicka, działaczka społeczna i polityczna, doktor nauk humanistycznych, posłanka na Sejm IX i X kadencji (od 2019), wiceprzewodnicząca Nowej Lewicy (od 2021).

## Życiorys

### Wykształcenie i działalność zawodowa
W 1996 ukończyła polonistykę na Uniwersytecie Jagiellońskim. W 2006 na tej samej uczelni uzyskała stopień doktora nauk humanistycznych w zakresie literaturoznawstwa na podstawie pracy zatytułowanej Powiedz prawdę, do tego służysz. O literaturę niezależną i pełną wolność słowa (1968–1989). Została zatrudniona w Instytucie Filologii Polskiej Uniwersytetu Zielonogórskiego jako adiunkt. Specjalizuje się w zakresie literaturoznawstwa polskiego i współczesnej literaturze polskiej.
Jest autorką publikacji naukowych i popularnonaukowych oraz poradników dla dzieci i dorosłych, pracowników pomocy społecznej i nauczycieli.

### Działalność społeczna i polityczna
Działaczka na rzecz praw kobiet, przeciwdziałania przemocy oraz równego traktowania. W 1999 założyła i została prezeską Lubuskiego Stowarzyszenia na Rzecz Kobiet Baba. Dołączyła do Rady Programowej Kongresu Kobiet. Współorganizatorka wydarzeń związanych z czarnym protestem.
W wyborach samorządowych w 2018 została wybrana do rady miejskiej w Zielonej Górze, zdobywając 1121 głosów (10,70% głosów ważnych w okręgu wyborczym). Ponadto w tych samych wyborach bezskutecznie kandydowała na urząd prezydenta miasta z ramienia Komitetu Wyborczego Ruch Miejski Zielona Góra. Otrzymała wówczas 6235 głosów (10,49% głosów ważnych).
W 2019 została koordynatorką okręgową Wiosny Roberta Biedronia. W wyborach w tym samym roku z ramienia tego ugrupowania bezskutecznie kandydowała do Parlamentu Europejskiego, zdobywając 35 288 głosów w lubusko-zachodniopomorskim okręgu wyborczym.
W wyborach w tym samym roku z listy SLD (w ramach porozumienia partii lewicowych, jako przedstawicielka Wiosny) uzyskała mandat posłanki IX kadencji, otrzymując 30 581 głosów, co było drugim w tych wyborach najwyższym indywidualnym wynikiem w okręgu lubuskim. W Sejmie została wiceprzewodniczącą Komisji Ustawodawczej, wiceprzewodniczącą Parlamentarnego Zespołu ds. Organizacji Pozarządowych i Społeczeństwa Obywatelskiego oraz członkinią m.in. Parlamentarnej Grupy Kobiet, Parlamentarnego Zespołu do spraw Równouprawnienia Społeczności LGBT+ i Parlamentarnego Zespołu ds. Miast. W czerwcu 2021, po rozwiązaniu Wiosny, została członkinią Nowej Lewicy. W październiku tegoż roku wybrana na wiceprzewodniczącą partii.
W wyborach w 2023 z powodzeniem ubiegała się o poselską reelekcję (z wynikiem 23 051 głosów). Ponownie objęła funkcję wiceprzewodniczącej Komisji Ustawodawczej. W grudniu 2023 powołana w skład sejmowej komisji śledczej ds. wyborów korespondencyjnych. Objęła funkcję wiceprzewodniczącej KKP Lewicy. Zasiadła też w Komisji Ochrony Środowiska, Zasobów Naturalnych i Leśnictwa oraz Komisji do Spraw Dzieci i Młodzieży. W 2024 z ramienia Lewicy bezskutecznie startowała w kolejnych wyborach europejskich.

## Wyniki w wyborach ogólnopolskich
| Wybory | Komitet wyborczy | Komitet wyborczy             | Organ                            | Okręg | Wynik          |
| ------ | ---------------- | ---------------------------- | -------------------------------- | ----- | -------------- |
| 2019   |                  | Wiosna                       | Parlament Europejski IX kadencji | nr 13 | 35 288 (4,01%) |
| 2019   |                  | Sojusz Lewicy Demokratycznej | Sejm IX kadencji                 | nr 8  | 30 581 (6,98%) |
| 2023   |                  | Nowa Lewica                  | Sejm X kadencji                  | nr 8  | 23 051 (4,46%) |
| 2024   |                  | Lewica                       | Parlament Europejski X kadencji  | nr 13 | 10 380 (1,37%) |

## Życie prywatne
Córka Jana i Ewy Żona Piotra Dziedzica, który został dyrektorem Lubuskiego Muzeum Wojskowego; ma syna.

## Odznaczenia i wyróżnienia
- Złoty Krzyż Zasługi (2011)[21]
- Odznaka Honorowa za Zasługi dla Województwa Lubuskiego (2016)[22]
- Nagroda im. Jana Wejcherta przyznawana przez Polską Radę Biznesu (2016)[23][24]

## Publikacje
- Kucharska-Dziedzic A., Między służbą a „opus magnum” (pierwszy tom Dziennika pisanego nocą Gustawa Herlinga-Grudzińskiego), [w:] Jan Pacławski (red.), O Gustawie Herlingu-Grudzińskim, T. 3, Wyższa Szkoła Pedagogiczna im. Jana Kochanowskiego, Kielce 1999.
- Kucharska-Dziedzic A., Pokolenie 68 wobec twórczości i postawy Zbigniewa Herberta, [w:] Elżbieta Felisiak, Mariusz Leś, Elżbieta Sidoruk (red.), Herbert i znaki czasu: Colloquia Herbertiana (I), Towarzystwo Literackie im. Adama Mickiewicza, Białystok 2001.
- Kucharska-Dziedzic A., Stan wojenny w literaturze polskiej, [w:] Karol Smużniak (red.), Między słowem a obrazem, Oficyna Wydawnicza Uniwersytetu Zielonogórskiego, Zielona Góra 2007.
- Kucharska-Dziedzic A., Violence against Polish women – life and literature, [w:] Felipe Centelles, Rubén Torres (red.), La Fractura social de género en la Unión Europea. Los casos de Polonia y Espana, Editorial Azacanes, Toledo 2008.
- Kucharska-Dziedzic A., Wracać? Współpracować? Drukować? Pisarze emigracyjni wobec odwilży w Polsce, [w:] Maria Januszewicz, Tomasz Ratajczak (red.), Wokół tekstów kultury: Literatura – Język – Teatr – Internet, Oficyna Wydawnicza Uniwersytetu Zielonogórskiego, Zielona Góra 2009.
- Kucharska-Dziedzic A., O przemocy seksualnej wobec kobiet w Polsce z perspektywy kobiecego NGO-su, [w:] Magdalena Musiał-Karg (red.), Kobiety we współczesnej Europie: rola i miejsce kobiet na rynku pracy, Wydawnictwo Adam Marszałek, Toruń 2009.
- Jazownik M., Kucharska-Dziedzic A. (red.), Pamięć czasu Zagłady 1939–2009, Oficyna Wydawnicza Uniwersytetu Zielonogórskiego, Zielona Góra 2011.
- Kucharska-Dziedzic A., Między profetyzmem a projektowaniem przyszłości. Krystalizowanie się idei współpracy w Europie Wschodniej w środowisku paryskiej „Kultury”, [w:] Katarzyna Węgorowska, Katarzyna Grabias-Banaszewska (red.), Studia Kresowe. Literatura – język – kulturologia, Instytut Filologii Polskiej Uniwersytetu Zielonogórskiego, Zielona Góra 2018.